# District de Casteljaloux
Le district de Casteljaloux est une ancienne division territoriale française du département de Lot-et-Garonne de 1790 à 1795.
Il était composé des cantons de Casteljaloux, Bouglon, Damazan, Houeillès, Labastide et Villefranche.